# استئصال القرص

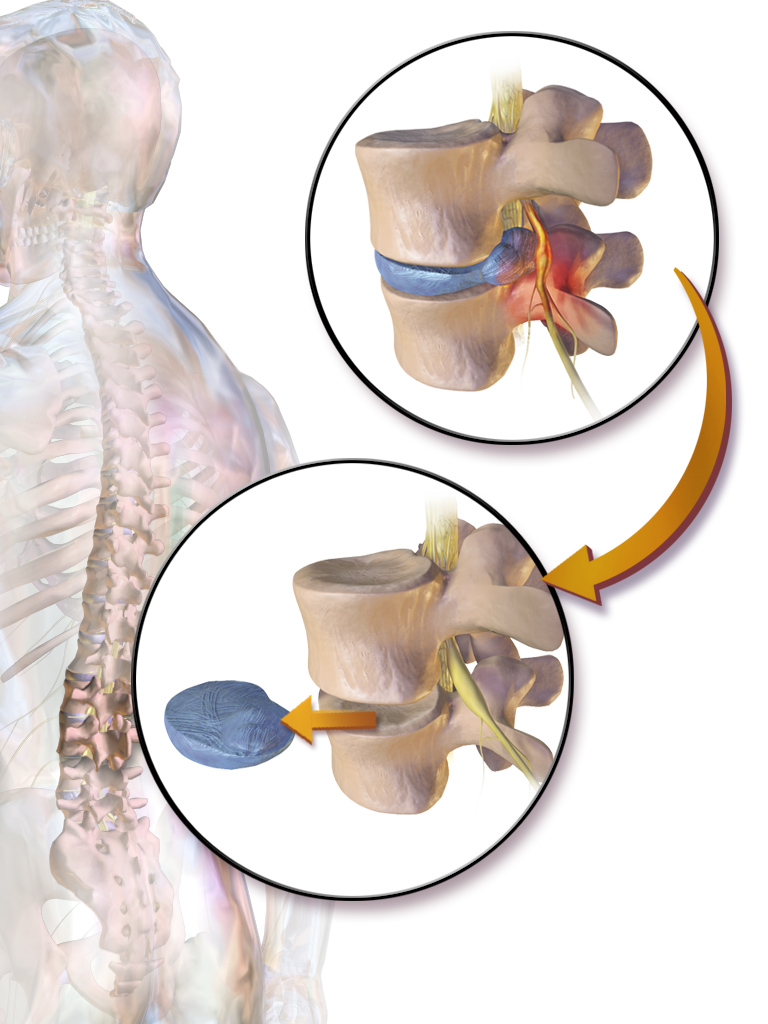
رسم توضيحي يصور استئصال القرص الجراحي.

استئصال القرص (بالإنجليزية: Discectomy)‏، هو الإزالة الجراحية لأجزاء القرص الشاذة الضاغطة على الجذور العصبية أو النخاع الشوكي، ويسمى الاستئصال المفتوح للقرص عند إجراء العملية من خلال شق جلدي يقيس 1/2 بوصة أو أكثر. يتضمن الإجراء إزالة الجزء الذي يسبب الألم أو الضعف أو التنميل، نتيجة ضغطه على الحبل الشوكي أو الأعصاب المتصلة به. نشرت تقنية استئصال القرص المفتوح التقليدية، أو تقنية لوف، بواسطة روس ولوف في عام 1971. شهد استئصال القرص التقليدي لاحقًا تطورًا من الناحية المرئية (كاستئصال القرص المجهري والاستئصال المفتوح للقرص باستخدام مجهر خارجي، وهي عملية تجرى عادةً من خلال شق جلدي يقيس 1 بوصة أو أكبر). شهد استئصال القرص بالمنظار تطورًا مشابهًا من تلك الناحية أيضًا (حيث يمر المنظار للداخل من خلال شق جلدي يقيس 2 مم أو أكثر، وقد يصل حتى 12 مم). يصاحب استئصال القرص التقليدي أو استئصال القرص المجهري استئصال الصفيحة الفقرية في معظم الأحيان، فهذا سيسمح للجراح بالوصول إلى القرص الفقري. يؤدي استئصال الصفيحة الفقرية إلى إزالة كمية كبيرة من العظام الطبيعية (الصفيحة) من الفقرة، وهذا سيوفر للجراح رؤية ووصول أفضل لمنطقة الفتق.

## استئصال القرص بالمنظار
لا يتضمن استئصال القرص بالمنظار الدقيق أو الدقيق جدًا (ويسمى استئصال القرص بالمنظار النانوي) إجراء شقوق داخلية، ولا يتطلب إزالة أجزاء عظمية، ولا يسمى بالاستئصال المفتوح بسبب صغر حجم الجرح. لا تسبب هذه التقنية متلازمة ما بعد استئصال الصفيحة الفقرية (متلازمة فشل عملية الظهر).

## استئصال القرص المجهري
يجرى استئصال القرص المجهري، وهو عملية جراحية للعمود الفقري، عبر شق صغير مقارنةً باستئصال القرص التقليدي. في هذا النوع من الجراحة، يزال جزء من النواة اللبية المنفتقة باستخدام أدوات جراحية ومجهر خارجي للإضاءة والتكبير. قد يكون الاستئصال مفتوح، وفيه يكون الشق الجراحي أكبر، أو طفيف التوغل، وفيه يتراوح الشق الجراحي من 1.5 إلى 2.0 سم.

### الاستطبابات
قد يكون استئصال القرص المجهري أحد الخيارات الجراحية لعلاج المرضى الذين يعانون من فتق قرصي أحادي المستوى مع دليل على انضغاط الجذور العصبية والمعاناة من أعراض اعتلال جذري مستمرة بعد فشل العلاج المحافظ. تعتبر متلازمة ذنب الفرس والعجز الحركي المتقدم أو الجديد من استطبابات الجراحة الإسعافية لاستئصال القرص المجهري.

### مضادات الاستطباب
تتضمن مضادات الاستطباب المعاناة من أمراض أخرى كالعدوى أو الورم أو انعدام الثبات القطاعي أو الكسور الفقرية؛ فقد يتطلب الأمر في هذه الحالات إجراءات إضافية، كدمج الفقرات أو استخدام أدوات تثبيت ودعم أخرى. ومع ذلك، يعتبر بعض الأطباء عدم الاستقرار القطاعي والانزلاق الفقاري من مضادات الاستطباب النسبية.

## استئصال القرص للرياضيين
قد يؤدي التنكس الناجم عن سنوات من الإجهاد الميكانيكي المتكرر إلى انفتاق القرص الفقري لدى الرياضيين. يصنف فتق القرص القطني كإصابة خطيرة للرياضيين النخبة، فقد يسبب ألم شديد ويؤثر على الأداء الرياضي بشكل كبير. لتخفيف الألم، يخضع الرياضيون عادةً لاستئصال القرص المجهري. ومع ذلك، تختلف نتائج العلاجات لدى الرياضيين النخبة تبعًا لعوامل عديدة، كالرغبة بالحصول على العلاج الأمثل والحاجة لفترة تعافي قصيرة والحفاظ على الأداء العالي بعد العملية.
يعود معظم الرياضيين إلى مستواهم قبل الجراحة بعد استئصال القرص. أظهرت مراجعة منهجية ضمت 450 رياضي عودة 75-100٪ منهم إلى اللعب بعد الجراحة. تراوح متوسط فترة التعافي من 2.8 إلى 8.7 شهر. استعاد الرياضيون نحو 64.4٪- 103.6٪ من أدائهم قبل الجراحة، وأفادوا بأنهم استمروا في العمل من 2.6 إلى 4.8 سنة بعد ذلك. مع ذلك، لم تحقق العملية النجاح في بعض الحالات، كما حدث مع تايغر وودز، وهو لاعب غولف مشهور على المستوى العالمي، وأحد المشاركين بجولة جمعية محترفي الغولف. خضع وودز لاستئصال القرص المجهري ثلاث مرات بين 2014 و2015، ولكنهم فشلوا جميعًا في تخفيف آلامه. تضمنت العملية إزالة مادة القرص، وتطلب تعافيه خضوعه لعملية دمج فقرات.

## في الولايات المتحدة
وفقًا لبعض التقديرات، ينفق نظام الرعاية الطبية في الولايات المتحدة أكثر من 300 مليون دولار سنويًا على عمليات استئصال القرص القطني.

## العمل الجراحي
الاستئصال الجراحي يكون لجزء من القرص بين الفقار المتدلي أو المنتفخ أو المفتوق، بما في ذلك الجزء المركزي منه، ولنواته اللبية، أو لأي جزء قد منه يتسبب في احداث ضغط على الحبل الشوكي (الحبل النخاعي) أوعلى الأعصاب المتصلة به، وهذه الجراحة تتم إما باستخدام طريقة تدعى الماتي الجراحي الخلفي الوحشي المفتوحة، أو عن طريق الجراحة المجهرية، أو بواسطة تقنية المنظار الليفي.

## وصلات إضافية
- Discectomy / Microdiscectomy — UCLA
- Microdiscectomy information for patients — Oxford Clinic
- Video of microdiscectomy from the surgeon's view (youtube)